# Asociación de Familiares de Desaparecidos y Víctimas de Genocidio
La Asociación de Familiares de Desaparecidos y Víctimas de Genocidio (AFADEVIG) es un organismo generado del Partido Comunista del Perú-Sendero Luminoso que agrupa a los familiares de los senderistas muertos en El Frontón, además de encargarse de la defensa de los senderistas capturados a los que denominan "presos políticos".  La AFADEVIG estuvo dirigida por Madelein Escolástica Valle Rivera.
La AFADEVIG, junto a la Asociación de Familiares de Desaparecidos y Presos Políticos del Perú (AFAPREDEPP), fue parte de la estrategia senderista conocida como la "solución política". Como parte de esta estrategia, la AFADEVIG impulsó la creación del Movimiento Popular de Control Constitucional, liderado por Marcelo Tineo (miembro de AFADEVIG), con el objetivo de derogar la legislación antiterrorista dictada durante el gobierno de Alberto Fujimori. En el año 2004, sacó, junto a la AFAPREDEPP, un comunicado en apoyo a la huelga de hambre de Abimael Guzmán.
En el año 2005, AFADEVIG lanzó la revista "La voz de la AFADEVIG" en una reunión presidida por Sabina Astete y Madelein Escolástica Valle Rivera. Luego de la condena de Abimael Guzmán, se plegaron a la estrategia de la "amnistía general". En el año 2008, lanzaron un comunicado demandando el cierre de la Base Naval del Callao, donde se encontraba recluido Guzmán. Tras el estallido del escándalo del mausoleo senderista de Comas en el año 2016, los miembros de la AFADEVIG se pronunciaron en contra de la demolición de los nichos.